# Малая Силаевка
Малая Силаевка — упразднённый в 1938 году посёлок, вошедший в черту города Барыш Ульяновской области России. Ныне микрорайон города Барыш.

## География
Малая Силаевка расположена на реке Тёплая (Мачкалейка). Ближайшие села: Троицкое-Куроедово в 4 км, дер. Гурьевка в 2 км, дер. Большая Силаевка в 1 км, дер. Ханинеевка в 8 км и Конновка в 10 км, в 139 км от Ульяновска.

## История
Малая Силаевка основана в 1908 году, во времена Столыпинской аграрной реформы (1906—1913), крестьяне начали получать земли и у деревни Силаевка основали выселок — Силаевский Выселок.
На 1913 год деревня Силаевский Выселок находилась в Водарацкой волости Карсунского уезда Симбирской губернии .
В 1918 году деревня вошла в состав Гурьевской волости, куда входили: с. Гурьевка, Гурьевская суконная фабрика, Коммуна «Свет», Силаевка и Силаевские Выселки, пос. Юрьевский.
С 1924 по 1928 годы Гурьевская волость находилась в Сызранском уезде Ульяновской губернии, затем — в Барышском районе Сызранского округа.
На 1930 год посёлок Силаевские Выселки входил в состав Барышского района, Гурьевского с/с, куда входили: Гурьевка, Силаевка и Силаевские Выселки .
В 1930-х годах посёлок Силаевские Выселки переименовали в Малую Силаевку, а Силаевку — в Большую Силаевку.
В 1938 году, при очередном районировании, были объединены населённые пункты входившие в Гурьевский с/с, в один — рабочий посёлок Гурьевка.
22 декабря 1954 года Указом Президиум Верховного Совета РСФСР рабочие посёлки Барыш и Гурьевка были объединены в город Барыш районного подчинения.

## Население
- На 1913 год — в 8 дворах жило: 12 муж. и 16 жен.[3]
- На 1924 год — в 96 дворах жило 528 человек (совместно с д. Силаевка)[4].
- На 1930 год — в 19 дворах жило 83 человека[6].